# Leotelo II
Leotelo II (Leotelo 2) ist eine osttimoresische Aldeia im Suco Mauchiga (Verwaltungsamt Hatu-Builico, Gemeinde Ainaro). 2015 lebten in der Aldeia 76 Menschen.

## Geographie und Einrichtungen
Die Aldeia Leotelo II liegt im Westen des Sucos Mauchiga. Östlich liegt die Aldeia Leotelo I. Im Nordwesten grenzt Leotelo II an die Suco Nuno-Mogue und im Westen und Süden an das Verwaltungsamt Ainaro mit den Sucos Manutaci und Soro. Die Grenze zu den Nachbar-Sucos bildet der Fluss Belulik.
Die einzige nennenswerte Siedlung ist im Norden das Dorf Leotelo, dessen Ostteil zur Aldeia Leotelo I gehört. Hier befindet sich eine Grundschule.